# Rio São Sepé
O rio São Sepé é um rio brasileiro do estado do Rio Grande do Sul. Nasce no interior de Caçapava do Sul e termina no rio Vacacaí. Recebe este nome porque ele passa no lado da cidade de São Sepé.

## Utilização
Desde 27 de janeiro de 1949, é passada para a Prefeitura Municipal de São Sepé a concessão para o aproveitamento da energia hidráulica da cachoeira Pulquéria, existente no rio São Sepé no município de São Sepé, estado de Rio Grande do Sul.